# Marco Valério Máximo Corrino
Marco Valério Máximo Corrino (em latim: Marcus Valerius Maximus Corrinus) foi um político da gente Valéria da República Romana eleito cônsul em 312 a.C. com Públio Décio Mus. Foi quatro vezes pretor (em Sâmnio) e censor em 307 a.C..

## Identificação
Algumas tradições identificam Marco Valério Máximo Corrino com Marco Valério Máximo Corvino, cônsul em 289 a.C. e filho de Marco Valério Corvo.

## Consulado (312 a.C.)
Marco Valério foi eleito em 312 a.C. com Públio Décio Mus e recebeu o comando da campanha contra os samnitas, mas não conseguiu nenhuma vitória digna de nota, enquanto Públio Décio preparava a campanha contra os etruscos que, aparentemente, estavam se preparando para a guerra aliados dos samnitas. Quando os etruscos invadiram, o Senado ordenou que ele nomeasse um ditador e o escolhido foi Caio Sulpício Longo.

## Anos seguintes
Foi legado do ditador Lúcio Papírio Cursor em 309 a.C. e censor, com Caio Júnio Bubulco Bruto, em 307 a.C..